# Herrenrock

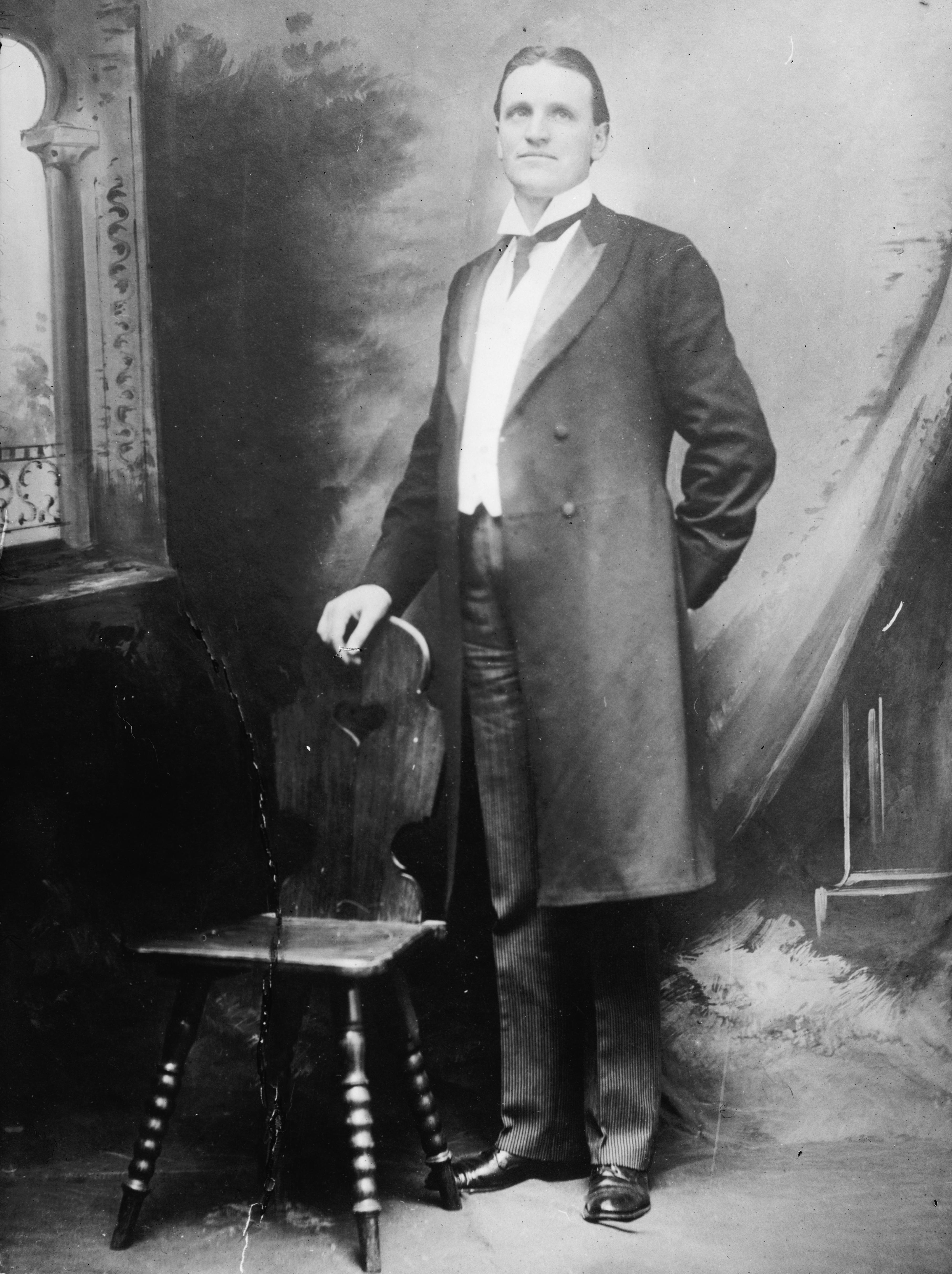
Herr im Gehrock. Die Taillennaht ist in Höhe des unteren Knopfes erkennbar.

Beim Herrenrock handelt es sich um ein Herrenkleidungsstück, das sowohl schnitttechnisch als auch historisch von Jacken oder Sakkos zu unterscheiden ist. Die heute üblichen Sakkos haben sich aus der Form des Bauernkittels entwickelt, der auf das mittelalterliche Surcot zurückgeht. Das Gegenstück zu dem eigentlich, mit Ausnahme des schottischen Kilts, für Frauen typischen Rock ist dagegen der Männerrock.
Im Gegensatz zum Bauernkittel, der in seinen Grundformen schon in bronzezeitlichen Gräbern zu finden ist, entwickelte sich die Bekleidung der sogenannten gehobenen Stände, wohl auf Grund der besseren Zahlungsfähigkeit, anders und arbeitsaufwändiger. Schon die mittelalterlichen Wämser waren mit einem angesetzten Schoß versehen. Nach dem Dreißigjährigen Krieg entwickelten die Schneider lose sitzende Oberbekleidung, die aus einem Oberteil (Leibschoß) und einer in der Taille angenähten Verlängerung, dem Schoß, bestanden. Durch Verschmälern dieser Taillennaht war es möglich, den sackartigen Fall körpergerechter zu verändern. Schon im Barock bezeichnete man diese von „höheren Herren“ getragenen Röcke als „Herrenröcke“. Aus diesem Kleidungsstück entwickelte sich über das Justaucorps des Rokoko der im 19. Jahrhundert übliche Gehrock, aus dem durch Verschmälerung der Schöße der Biedermeierfrack entstand.
Im 19. Jahrhundert entstanden Berechnungsformeln, die passgenaue Schnitte zuließen. Mit den neuen Schnittsystemen war es möglich, auch durchgehende Kleidungsstücke körpergerecht zuzuschneiden und gut sitzende Sakkos ohne Taillennaht herzustellen. In der Passform besteht seit Mitte des 19. Jahrhunderts kein Unterschied mehr. So kam es seither immer wieder zu Begriffsverwirrungen, doch nur Herren-„Jacken“ mit Taillenschnitt heißen Rock, ungeachtet ihrer Länge und Weite; ohne Taillennaht ist es eine Jacke; eine Jacke mit Revers ist dagegen immer ein Sakko.
Indes ist der Rock, als Bekleidungsstück der zivilen Herrenmode, selten geworden. Uniformröcke werden hingegen noch heute oft nach Art des Herrenrocks gefertigt.